# Ocotillo
Ocotillo é uma Região censo-designada localizada no estado americano da Califórnia, no Condado de Imperial.

## Geografia
De acordo com o United States Census Bureau tem uma área de 23,0 km², dos quais 23,0 km² cobertos por terra e 0,0 km² cobertos por água.

### Localidades na vizinhança
O diagrama seguinte representa as localidades num raio de 48 km ao redor de Ocotillo.

## Demografia
Segundo o censo americano de 2000, a sua população era de 296 habitantes.

## Lista de marcos
A relação a seguir lista as entradas do Registro Nacional de Lugares Históricos em Ocotillo.
- Desert View Tower
- Spoke Wheel Rock Alignment